# Jochen Winter

Jochen Winter

Jochen Winter (geboren 1957 in Schwetzingen) ist ein deutscher Lyriker, Essayist und Übersetzer.
Er ist korrespondierendes Mitglied der Académie européenne de Poésie in Luxemburg.
Winter lebt in Paris, Deutschland und Sant’Alfio auf Sizilien.

## Würdigungen
- 2001: Ernst-Meister-Preis für Lyrik, Hagen (gemeinsam mit Brigitte Oleschinski)
- 2017: Literaturpreis der A und A Kulturstiftung

## Werke
- Die diamantene Stunde. Gedichte. Agora-Verlag, Berlin 1990, ISBN 3-87008-115-5.
- Giordano Bruno. Eine Einführung. Parerga, Düsseldorf 1999, ISBN 3-930450-37-2.
- Die Inschrift der Erde. Gedichte. Agora-Verlag, Berlin 1998, ISBN 3-87008-129-5.
- Spuren im Unermesslichen. Gedichte. Agora-Verlag, Berlin 2012, ISBN 978-3-87008-141-6.